# Mundoo
Mundoo is een van de bewoonde eilanden van het Laamu-atol behorende tot de Maldiven.

## Demografie
Mundoo telt (stand maart 2007) 362 vrouwen en 409 mannen.